# Liste der Kulturgüter in Holziken
Die Liste der Kulturgüter in Holziken enthält alle Objekte in der Gemeinde Holziken im Kanton Aargau, die gemäss der Haager Konvention zum Schutz von Kulturgut bei bewaffneten Konflikten, dem Bundesgesetz vom 20. Juni 2014 über den Schutz der Kulturgüter bei bewaffneten Konflikten sowie der Verordnung vom 29. Oktober 2014 über den Schutz der Kulturgüter bei bewaffneten Konflikten unter Schutz stehen.
Es sind weder A-Objekte noch B-Objekte auf dem Gemeindegebiet ausgewiesen, Objekte der Kategorie C fehlen zurzeit (Stand: 1. Januar 2023). Unter übrige Baudenkmäler sind geschützte Objekte zu finden, die in der Bau- und Nutzungsordnung der Gemeinde verzeichnet sind.

## Übrige Baudenkmäler
| ID  | Foto |                 | Objekt                          | Typ | Standort                       | Beschreibung |
| --- | ---- | --------------- | ------------------------------- | --- | ------------------------------ | ------------ |
| 901 | BW   | Datei hochladen | Gasthaus zum Bären              | G   | Hauptstrasse 2 645691 / 241068 |              |
| 902 | BW   | Datei hochladen | Steinspeicher                   | G   | Bändli 644997 / 241364         |              |
| 904 | BW   | Datei hochladen | Wohnhaus mit angebauter Scheune | G   | Bändli 4 644595 / 240946       |              |
| 905 | BW   | Datei hochladen | Wohnhaus                        | G   | Matte 8 645008 / 242072        |              |

Hinweis zur Legende: Anstelle der KGS-Nummer wird als Objekt-Identifikator (ID) die Inventarnummer in der Bau- und Nutzungsordnung verwendet.